# 완벽한 그녀의 비밀
《완벽한 그녀의 비밀》(最完美的女孩, The Perfect Girl)은 대만에서 제작된 금패진 감독의 2017년 범죄, 미스터리, 스릴러 영화이다. 이육분 등이 주연으로 출연하였고 앵거스 류 등이 제작에 참여하였다.

## 출연

### 주연
- 이육분
- 장루이자

### 조연
- 양가용
- 사조무